# 西里帕布利克鎮區 (密蘇里州格林縣)
西里帕布利克鎮區（英語：West Republic Township）是位於美國密蘇里州格林縣的一個行政鎮區。

## 地方資料
西里帕布利克鎮區的面積為37.72平方千米，皆為陸地。根據2020年美國人口普查的數據，當地共有人口4663人，而人口密度為每平方千米123.62人。